# 20世紀狂詩曲
「20世紀狂詩曲」（にじっせいききょうしきょく）は、日本のヘヴィメタルバンド・聖飢魔IIの最大小教典（マキシシングル）の題名及び収録曲。D.C.1年（1999年）9月22日に発布された。作詞はSgt.ルーク篁III世、デーモン小暮、作曲はSgt.ルーク篁III世、編曲は聖飢魔II、妖怪松崎様。

## 収録曲
1. 20世紀狂詩曲
2. REVOLUTION HAS COME
3. FROM HERE TO ETERNITY
4. 悪魔のメリークリスマス 〜完結編〜
5. 20世紀狂詩曲（Original Karaoke）